# گامبوجه
گامبوجه (نام علمی: Garcinia spicata) نام یک گونه از سرده گارسینیا است.